# Salmsach
Salmsach est une commune suisse du canton de Thurgovie, située dans le district d'Arbon. La commune est située sur l'Aach, bord de la rivière de Romanshorn.